# Sackenhoym
Sackenhoym polnisch Grabówka ist ein Ort in der Landgemeinde Birawa im Powiat Kędzierzyńsko-Kozielski der Woiwodschaft Opole (Oppeln) in Polen.

## Geografie

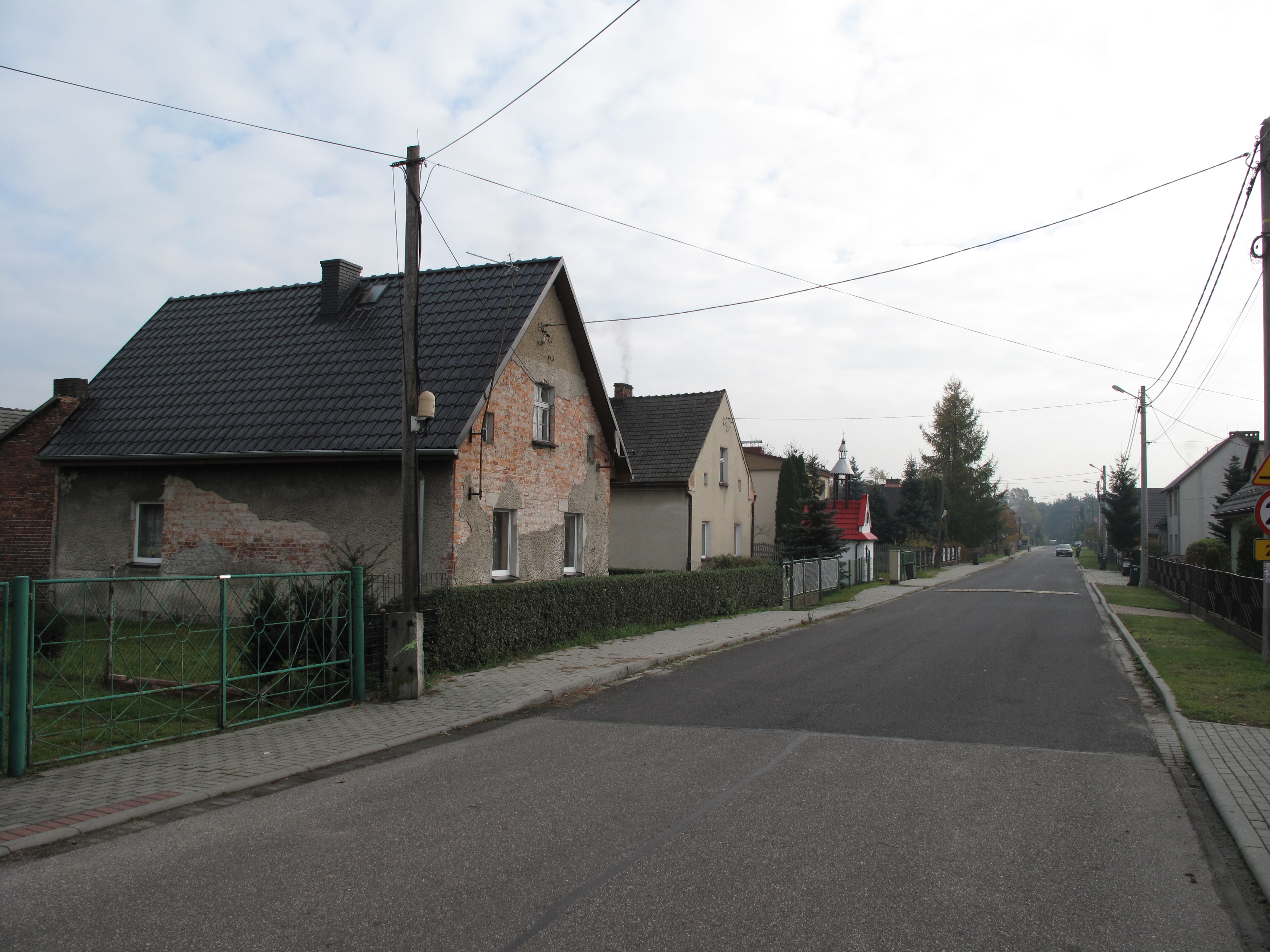
Ortsbild

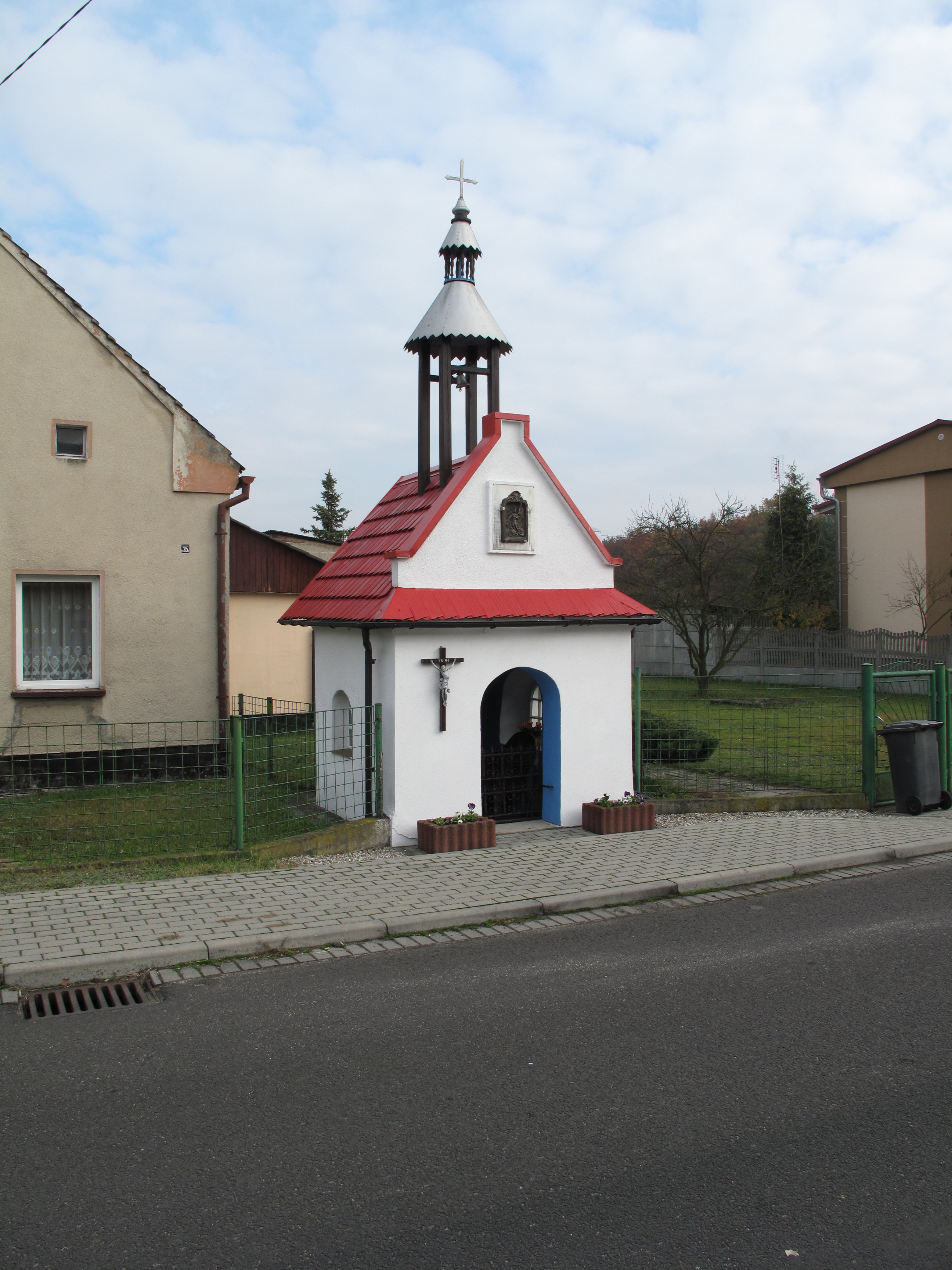
Wegkapelle

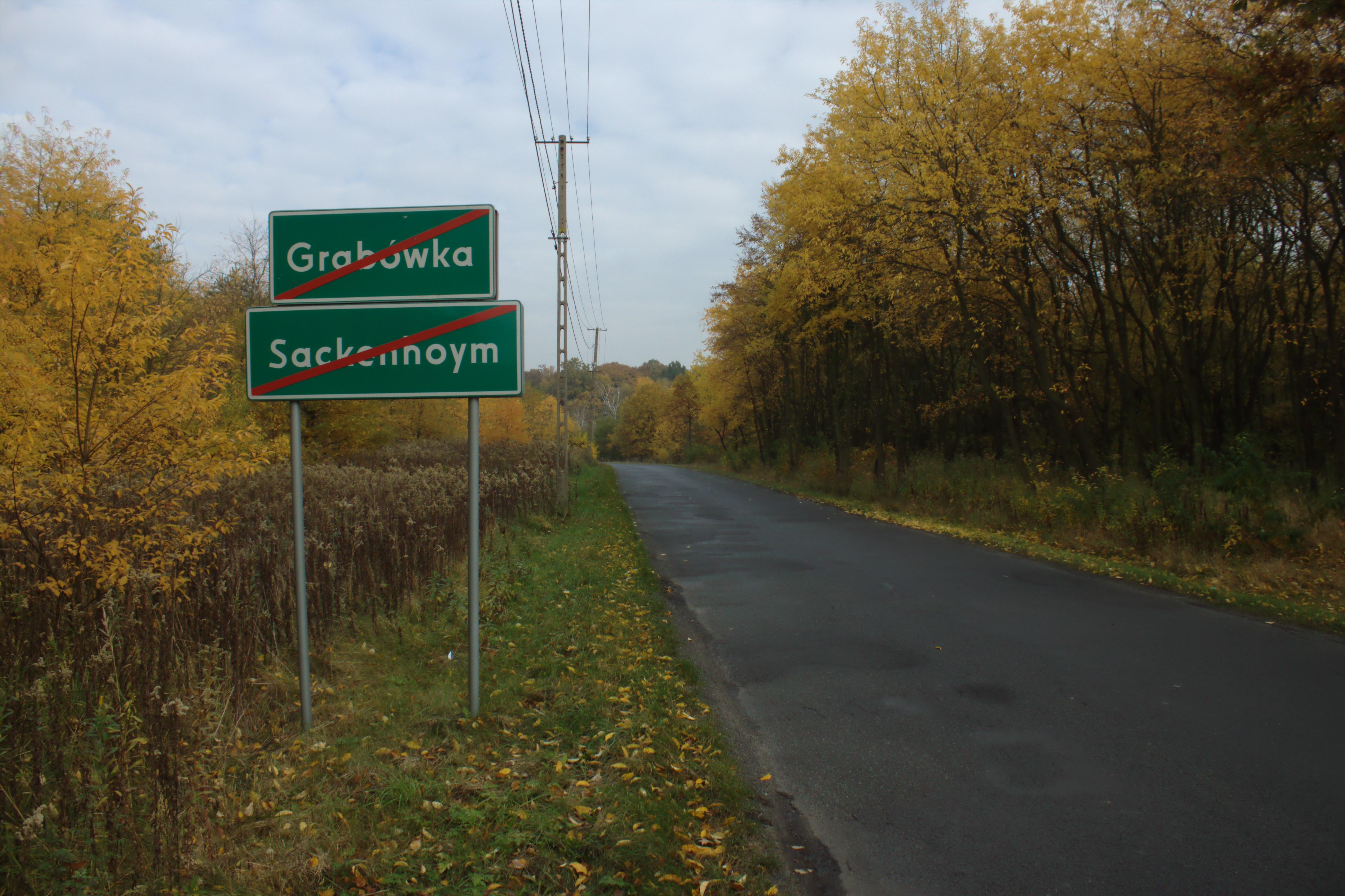
Ortstafel

Sackenhoym liegt drei Kilometer östlich von Birawa, 10 Kilometer südöstlich von Kędzierzyn-Koźle und 50 Kilometer südöstlich von Opole (Oppeln) in Polen.

## Geschichte
Der Ort wurde als Kolonie in der zweiten Hälfte des 18. Jahrhunderts gegründet. 1774 wurde die Kolonie erstmals urkundlich als Colonie Sackenhoym erwähnt. 1865 hatte Sackenhoym 29 Häuslerstellen.
Bei der Volksabstimmung in Oberschlesien am 20. März 1921 stimmten 73 Wahlberechtigte für einen Verbleib Oberschlesiens bei Deutschland und 109 für eine Zugehörigkeit zu Polen. Sackenhoym verblieb nach der Teilung Oberschlesiens beim Deutschen Reich. Bis 1945 befand sich der Ort im Landkreis Cosel.
1945 kam der bis dahin deutsche Ort unter polnische Verwaltung und wurde in Grabówka umbenannt und der Woiwodschaft Schlesien angeschlossen. 1950 kam der Ort zur Woiwodschaft Oppeln. 1999 kam der Ort zum neugegründeten Powiat Kędzierzyńsko-Kozielski. Am 23. April 2007 wurde in der Gemeinde Birawa, der Grabówka angehört, Deutsch als zweite Amtssprache eingeführt. Am 10. Januar 2011 erhielt der Ort zusätzlich den amtlichen deutschen Ortsnamen Sackenhoym.

## Sehenswürdigkeiten
- Wegkapelle mit Dachreiter, im Inneren befinden sich eine Marienfigur und eine Figur des Heiligen Florians.

## Wappen
Alte Siegel der Gemeinde Sackenhoym zeigen einen nach rechts gekehrten doppeltgeschwänzten Löwen mit einer Sense in den Pfoten. Es weist somit auf den damaligen landwirtschaftlich geprägten Charakter des Ortes hin.